# 膜果秋海棠
膜果秋海棠（学名：Begonia hymenocarpa）是秋海棠科秋海棠属的植物，为中国的特有植物。分布于中国大陆的广西等地，生长于海拔500米至700米的地区，多生在山沟水边和山谷疏林湿处，目前已由人工引种栽培。